# José Antonio Azlor de Aragón Pignatelli
José Antonio de Aragón-Azlor y Pignatelli de Aragón ( Madrid, 21 de octubre de 1785 – 3 de mayo de 1852) fue un aristócrata e historiador español.
Hijo de Juan Pablo de Aragón-Azlor, duque de Villahermosa y de María Manuela Pignatelli de Aragón y Gonzaga. Heredó los títulos: Ducados de Villahermosa y Palata, condados de Sinarcas, del Real, de Luna, de Moita y de Guara, príncipado di Massalubrense, marquesado de Cábrega,  vizcondados de Chelva y Villanova. Se casó con María de Carmen Teresa Fernández de Córdoba y Pacheco, hija del marqués de Malpica. 
Participó en el levantamiento de 1808 en Madrid y en la defensa de  Zaragoza durante el asedio de 1808 bajo las órdenes del general José de Palafox. Se opuso a la rendición y no quiso prestar juramento de lealtad a José I, fue hecho prisionero y deportado a Francia, de donde no regresó hasta la marcha de España de las tropas francesas.
Era caballero de la Orden de Montesa y en1824 fue galardonado con la Orden de Carlos III .  De 1834 a 1836 formó parte del Estamento de Próceres .  En 1847 fue nombrado académico de la Real Academia de la Historia .  Ejerció como embajador en Francia y Portugal.

| Predecesor: - | Real Academia de la Historia Medalla 19 1847 - 1852 | Sucesor: Felipe Canga-Argüelles y Ventades |